# Roßwein
Roßwein è una città di 7 355 abitanti della Sassonia, in Germania.
Appartiene al circondario della Sassonia Centrale.

## Storia
Il 1º gennaio 2013 venne aggregato alla città di Roßwein il comune di Niederstriegis.